# Euphyia expansata
Euphyia expansata är en fjärilsart som beskrevs av Louis Beethoven Prout 1914. Euphyia expansata ingår i släktet Euphyia och familjen mätare. Inga underarter finns listade i Catalogue of Life.